# Marica (obwód kurski)
Marica (ros. Марица) – wieś (ros. село, trb. sieło) w zachodniej Rosji, centrum administracyjne sielsowietu marickiego w rejonie lgowskim (obwód kurski).

## Geografia
Miejscowość położona jest nad rzeką Prutiszcze w dorzeczu Sejmu, 10 km na północ od centrum administracyjnego rejonu (Lgow), 64 km na zachód od Kurska, 14 km od drogi regionalnego znaczenia 38K-017 (Kursk – Lgow – Rylsk – granica z Ukrainą) – część trasy europejskiej E38. W jej granicach znajduje się przystanek kolejowy Marica.
We wsi znajdują się ulice: Kalinina-1, Kalinina-2, Krasnyj Oktiabr, Nowaja i RKKA (Robotniczo-Chłopskiej Armii Czerwonej) (501 posesji).
Klimat
Miejscowość, jak i cały rejon, znajduje się w strefie klimatu kontynentalnego z łagodnym ciepłym latem i równomiernie rozłożonymi opadami rocznymi (Dfb w klasyfikacji klimatów Köppena).

## Demografia
W 2010 r. wieś zamieszkiwało 655 osób.